# Brad Nichol
Brad Nichol (11 de septiembre de 1979) es un deportista estadounidense que compitió en vela en la clase Star. Ganó dos medallas en el Campeonato Europeo de Star, plata en 2010 y bronce en 2006.

## Palmarés internacional
| \| Campeonato Europeo[n 1] \| Campeonato Europeo[n 1] \| Campeonato Europeo[n 1] \| Campeonato Europeo[n 1] \| \| Año \| Lugar \| Medalla \| Clase \| \| ----------------------- \| ----------------------- \| ----------------------- \| ----------------------- \| \| 2006 \| Viareggio (Italia) \| Medalla de bronce \| Star \| \| 2010 \| Hamburgo (Alemania) \| Medalla de plata \| Star \| |                     |                   |       |
| Campeonato Europeo |                     |                   |       |
| Año | Lugar               | Medalla           | Clase |
| 2006 | Viareggio (Italia)  | Medalla de bronce | Star  |
| 2010 | Hamburgo (Alemania) | Medalla de plata  | Star  |

1. ↑  En algunas ediciones del Campeonato Europeo se permitió la participación de regatistas de otros continentes.